# 米斯坎蒂山

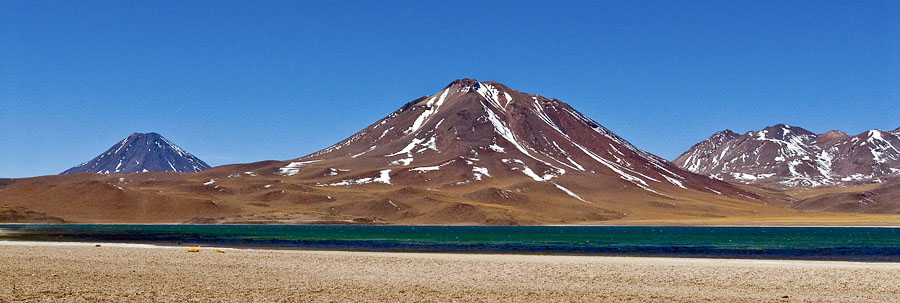

23°41′S 67°43′W / 23.683°S 67.717°W
米斯坎蒂山（西班牙語：Cerro Miscanti），是智利的山峰，位於該國北部安托法加斯塔大區，處於奇利克斯火山以南和米尼克斯山以北，屬於安第斯山脈的一部分，海拔高度5,622米。